# インド＝パキスタン国境
インド＝パキスタン国境は、インドとパキスタンとの間の国境である。日本語では印パ国境（いんぱこっきょう）と略称される。北はカシミールにおける実効支配地域の境界である管理ライン(LoC)に始まり、南はゼロ・ポイント駅まで続く。PBSの数値によれば、国境の全長は3,323キロメートルである。
原型は1947年のインド・パキスタン分離独立の際に制定されたラドクリフ線である。主要な都市部や人を寄せ付けない砂漠など様々な地形を横断する。イギリス領インド帝国からのインド・パキスタン分離独立以来、両国間では国境を挟んだ多数の紛争や戦争が起きている。世界で最も関係が複雑な国境の一つであり、2011年の『フォーリン・ポリシー』の記事には、世界で最も危険な国境の一つと書かれている。
インドが国境に沿って約5万本の柱に15万個の投光照明を設置しており、夜間には上空から国境線を見ることができる。

## 作業境界・管理ライン・国境

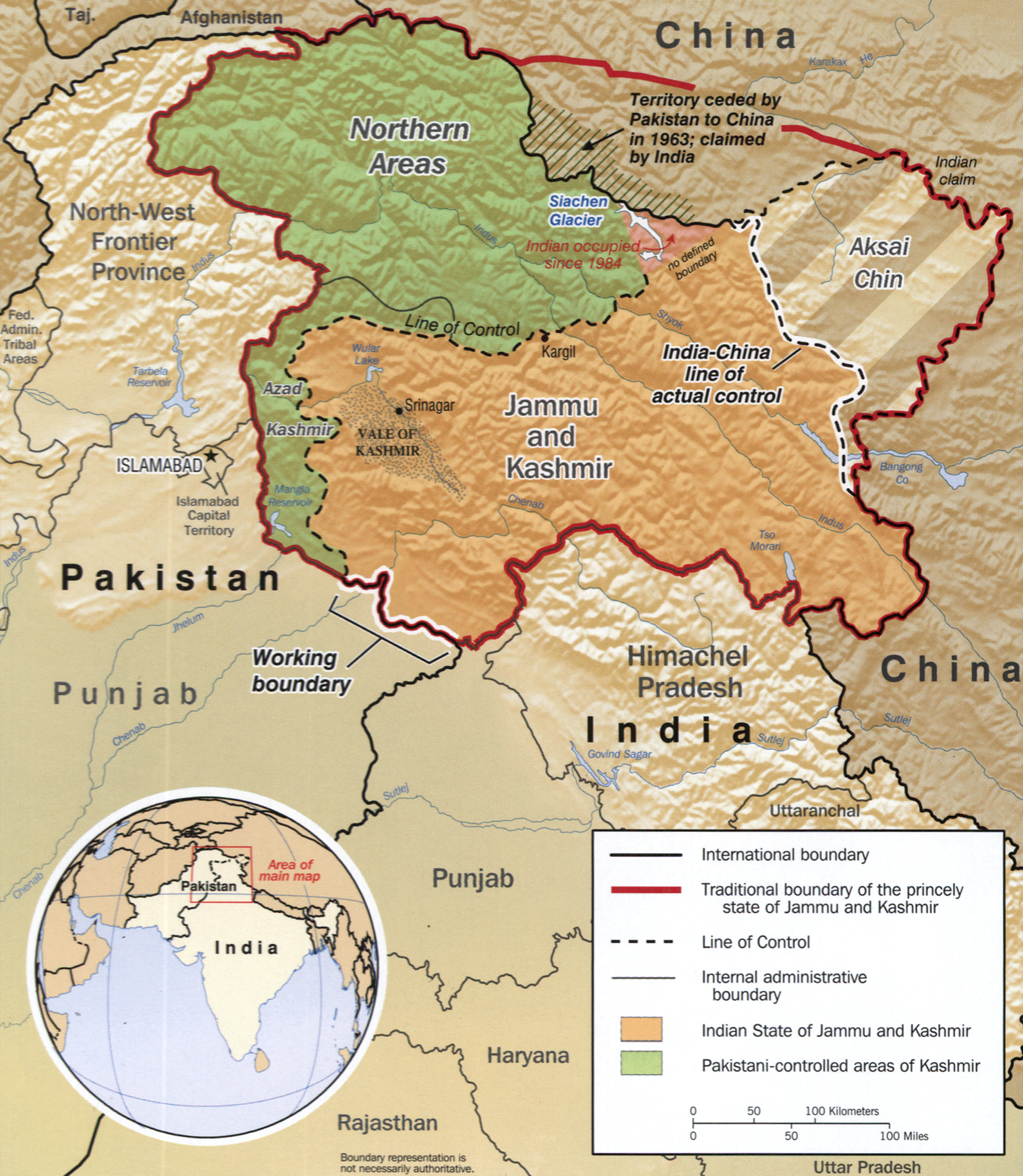
カシミールにおける管理ライン(LoC)と作業境界

両国間の国境のうち、カシミールの紛争地帯にある境界は、国際的に認められた国境ではない。カシミールの紛争地域は、1947年の第一次印パ戦争後の1949年に制定された国連停戦ラインによって2つの部分に分割され、1972年に管理ライン(LoC)として再定義された。カシミールのパキスタン支配地域にはギルギット・バルティスターン州とアザド・カシミール、インド支配地域にはジャンムー・カシミール連邦直轄領とラダック連邦直轄領がある。
パキスタン側のパンジャーブ州とカシミールとの境界は、パキスタン政府によって作業境界(Working Boundary)と呼ばれている。インド側はその境界を国境(international border)と呼んでいる。
1. 作業境界 (Working boundary): パキスタン側のパンジャーブ州とカシミールのインド支配地域との境界。この境界のパキスタン側はパキスタン領であることが国際的に認められているが、境界の向こう側もパキスタンが領有を主張する紛争地域であるため、パキスタン側では「作業境界」という呼び方をしている[7]。
2. 管理ライン (Line of Control, LOC): パキスタンのアザド・カシミールとインドのジャンムー・カシミールの境界。1972年のシムラー協定により境界が定められた[7]。
3. 国境: 国際的に認められたインドとパキスタンの国境。1947年にシリル・ラドクリフ（英語版）が定めたラドクリフ線（英語版）に基づく[7]。

## 国境通過点
ICP国境検問所(ICP Border crossing)は、出入国管理施設と税関施設を備えた国境検問所として指定された統合検問所(ICP: Integrated Check Post)であり、以下の2か所が指定されている。
アッタリ（インド・パンジャーブ州）とワーガ（パキスタン・パンジャーブ州）が、毎日夕刻に国旗降納の式典が行われることで有名な国境通過点である。アムリトサルから32キロメートル、ラホールから24キロメートルの位置にある。
ムナバオは、インドのラージャスターン州バールメール県にある村で、インドとパキスタンを結ぶタール・エクスプレスが通る鉄道駅で有名である。1965年の第二次印パ戦争以降は閉鎖されていた。2006年2月に再開され、インドのジョードプルからパキスタンのカラチまで運行している。

## ワーガの国旗降納式典

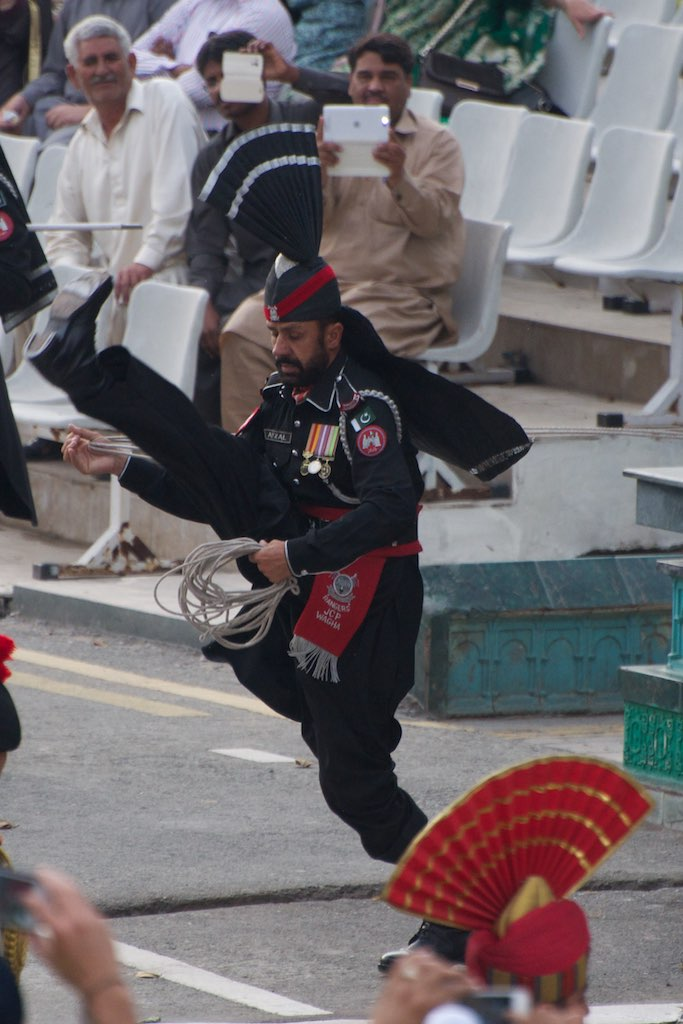
ワーガの国旗降納式典（2015年）

ワーガにおける国旗降納の式典は、インド国境警備隊(BSF)と、パキスタン・レンジャーズによって、毎日日没の直前に行われる。これは1959年から続いている。式典は、両国の国境警備隊の兵士が国境を挟んで戦闘の開始を大声で叫ぶことから始まる。これに続いて、ハイキック、ストンプ、ダンスなどのパフォーマンスが行われる。最後に、両国の国旗を降納し、兵士が握手をすることで式典は終了する。両国側に観客席が設けられ、旅行者など多くの観客がこの式典を鑑賞する。この式典は、両国が共有する同胞関係とライバル関係を象徴するものとなっている。
両国の国境警備隊は、ムスリムの祝日（イード）とヒンズー教徒の祝日（ディーワーリー）にお菓子を贈り合うことで知られている。ただし、軍事的緊張が高まった2016年と2018年には、インド国境警備隊は贈り物を取りやめた。2014年には、式典の最中に自爆テロ（2014年ワーガ国境自爆テロ）があり、60人が死亡、110人以上が負傷した。
両国間における同様の式典は、他の国境の街でも行われているが、それらは地元の人たちが参加するのみで、観光客はほとんどいない。

## ギャラリー

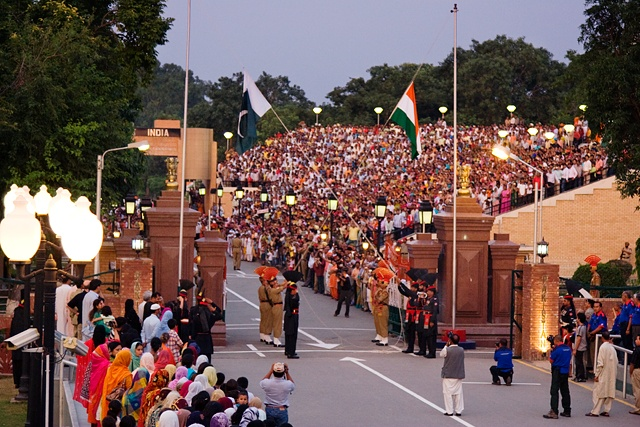
パキスタン側から見たワーガ国境での夕方の国旗降納式典
インド国道1号でワーガ国境を越えるのを待っているトラック
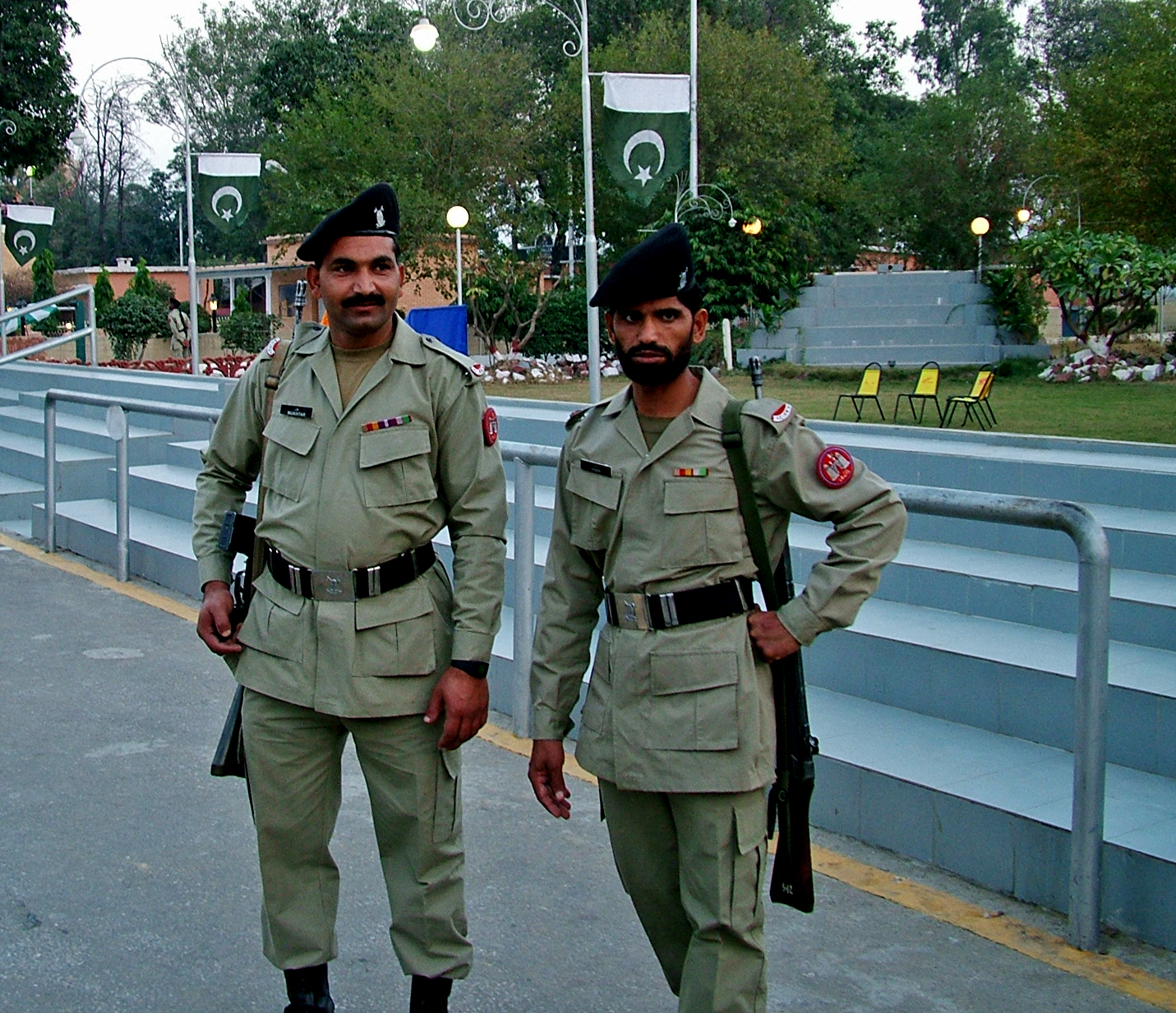
ワーガ国境のパンジャーブレンジャーズ
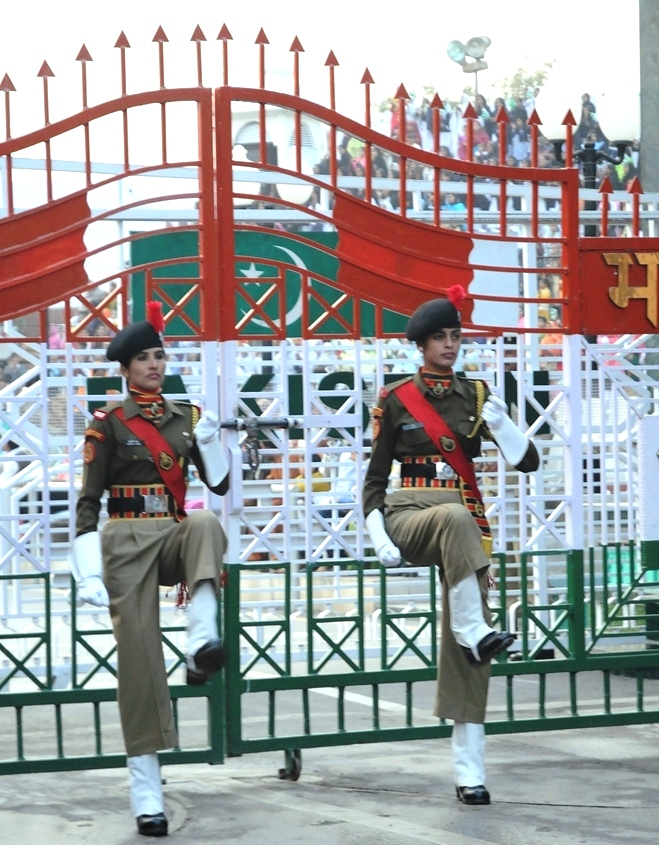
2010年のワーガでの国旗降納式典に参加しているBSFの女性兵士